# Петру Кераре
Петру Кераре (рум. Petru Cărare; 13 лютого 1935, Заїм, жудець Тягиня, Румунське королівство — 27 травня 2019) — молдовський поет, прозаїк, публіцист та драматург, відомий зокрема як дитячий письменник, але також як автор пародій та епіграм.